# Wet homologatie onderhands akkoord
De Wet homologatie onderhands akkoord (WHOA) is een Nederlands wetsvoorstel, onderdeel van de Faillissementswet. De wet regelt dat de rechtbank een onderhands akkoord tussen een onderneming en zijn schuldeisers en aandeelhouders betreffende de herstructurering van schulden kan goedkeuren, ook wel homologeren genoemd. 
De homologatie betekent dat het akkoord bindend is voor alle bij het akkoord betrokken schuldeisers en aandeelhouders. Zij die niet met het akkoord hebben ingestemd, kunnen toch aan het akkoord worden gebonden als de besluitvorming over en de inhoud van het akkoord aan bepaalde eisen voldoet. Dit wordt ook wel een dwangakkoord genoemd.
Met dit voorstel krijgen ondernemingen die vanwege een te zware schuldenlast insolvent dreigen te raken maar beschikken over bedrijfsactiviteiten die nog wel levensvatbaar zijn. Hiermee wordt het reorganiserend vermogen van deze ondernemingen versterkt.
Het voorstel werd op 26 mei 2020 met algemene stemmen aangenomen door de Tweede Kamer.
De Eerste Kamercommissie voor het ministerie van Justitie en Veiligheid (J&V) heeft op 26 juni 2020 het voorlopig verslag uitgebracht en wacht op de memorie van antwoord.

## Geschiedenis[1][2]
In de Faillissementswet van 1896 kennen wij de mogelijkheid van een dwangakkoord. Bij een dwangakkoord kan een schuldeiser verplicht worden met minder genoegen te nemen dan volledige nakoming van zijn verbintenis. Omdat het dwangakkoord werd opgenomen in titel I van de Faillissementswet is dit aanvankelijk alleen mogelijk in geval van faillissement. Het faillissement is echter gericht op liquidatie en vereffening, zodat daarbij nauwelijks ruimte is voor een akkoord.
Het uitgangspunt bij surséance van betaling is dat deze slechts verleend kon worden, indien het vooruitzicht bestaat dat crediteuren na verloop van tijd bevredigd zullen worden. In 1935 werd de mogelijkheid van een dwangakkoord buiten faillissement in het kader van de surséance van betaling geopend. De surséance van betaling is gericht op het behoud van de boedel; door het veelvuldig oneigenlijk gebruik ontbreekt het vertrouwen in de surséance van betaling (voorportaal van het faillissement), als gevolg waarvan vrijwel niemand meer zaken doet met een onderneming waaraan (voorlopig) surséance van betaling is verleend.
Het verdient aanbeveling een wettelijke regeling te ontwerpen, waardoor de schuldenaar die voorziet dat hij met betalen van zijn opeisbare schulden niet zal kunnen voortgaan, geneigd is eerder tot een sanering over te gaan zonder alle negatieve effecten van faillissement en surséance van betaling. In de praktijk tracht men zulks wel te bereiken door het aanbieden van een onderhands akkoord. Het probleem dat zich daarbij voordoet, is dat één of enkele schuldeisers door hun medewerking te weigeren zo'n akkoord (kan) kunnen frustreren. Dit leidt veelal tot het treffen van bijzondere regelingen met die dwarsliggende schuldeisers. Dit leidt weer tot een doorbreking van de paritas creditorum, zo niet tot een sluipakkoord. De roep om de mogelijkheid van rechterlijke homologatie van een onderhands akkoord is niet nieuw.
In 1835 werd een voorstel ingediend tot opname in het Wetboek van Koophandel van een Titel 'Van Homologatie van akkoord buiten Faillissement'. De belangrijkste argumenten vóór zijn dat een schuldenaar te goeder trouw de schande van een faillissement bespaard moet worden, lagere kosten dan bij een faillissementsprocedure en een gunstiger akkoord voor de schuldeisers. In 1836 wordt het voorstel verworpen.
Bij de behandeling van het wetsontwerp op het Faillissement en de surséance van Betaling stelde mr. J.A. Levy in 1893 via een amendement voor het wetsontwerp te doen voorafgaan door een aantal bepalingen: Van Homologatie van akkoord buiten faillietverklaring, met enige vereenvoudiging van de formaliteiten. Als gevolg van een kamerontbinding vindt van dit voorstel geen behandeling meer plaats.
In de memorie van toelichting bij de Wet van 16 mei 1925 wordt gesteld dat de mogelijkheid van een dwangakkoord gedurende de surséance niet voorgesteld wordt, daar zulks een nieuw element in de surséance zou brengen. Een dwangakkoord kan slechts worden verkregen door eerst de surséance te doen overgaan in faillissement.
De in 2007 begonnen economische crisis heeft geleid tot een hoog aantal faillissementen. Dit was aanleiding om na te denken over het wettelijke systeem van het faillissementsrecht. De economische en sociale gevolgen van een faillissement, zowel voor de failliet, de betrokken werknemers als schuldeisers zijn groot. In 2012 is het wetgevingsprogramma herijking faillissementsrecht aangekondigd. Het aangekondigde wetgevingsprogramma rust op drie pijlers, te weten fraudebestrijding, versterking van het reorganiserend vermogen van bedrijven en modernisering. De tweede pijler, versterking van het reorganiserend vermogen, heeft uitwerking gekregen met de Wet homologatie onderhands akkoord. Hiermee wordt beoogd een bepaling op te nemen in de Faillissementwet ten behoeve van de totstandkoming van een dwangakkoord buiten faillissement.
In 2014 heeft de Europese Commissie de ‘Aanbeveling inzake een nieuwe aanpak van faillissement en insolventie’ gepubliceerd. De Europese Commissie spoort de lidstaten aan om een pre-insolventieprocedure met een gerechtelijk dwangakkoord in het nationale recht op te nemen. 
In maart 2020 pleitte een groep insolventie-advocaten in een open brief voor een spoedige invoering van de wet om maatschappelijke schade door faillissementen als gevolg van de maatregelen van de Coronacrisis te beperken.

## De WHOA voor het MKB
Het wetsvoorstel dat – geïnspireerd is op de ‘Scheme of Arrangement’ van het Verenigd Koninkrijk en de ‘Chapter 11’-procedure van de Verenigde Staten – beoogt met de WHOA een effectieve en breed toegankelijke akkoordregeling tot stand te brengen die niet alleen bruikbaar is voor grote bedrijven, maar ook voor het midden en kleinbedrijf (hierna: MKB).
Wat we weten uit die landen is dat de totstandkoming van een akkoord complex, tijdrovend en duur is. Ook in Nederland bestaat het risico dat een onderhands akkoord voor het MKB moeilijk realiseerbaar is, omdat deze ondernemingen dikwijls niet over de middelen zullen beschikken om de herstructureringskosten te dragen en om een beroep te doen op professioneel advies.
Weliswaar laat het voorstel de mogelijkheid open dat een akkoord zonder bijstand van een deskundige tot stand komt, maar niet valt uit te sluiten dat een zodanig akkoord minder kans maakt om te worden gehomologeerd. Daar komt bij dat de huidige adviespraktijk van schuldenherstructurering zich vooral op de grotere bedrijven richt.
Aan de andere kenmerkt de voorgestelde regeling zich door een streven naar snelheid en efficiëntie. Daartoe is de procedure licht opgetuigd en is ernaar gestreefd niet meer procedurele stappen, formaliteiten en rechtelijke betrokkenheid voor te schrijven dan nodig. Rechtsmiddelen zijn in beginsel uitgesloten.
In de praktijk is de toegankelijkheid van een dwangakkoord voor het MKB afhankelijk van de vraag in hoeverre de schuldenaar de complexiteit en de kosten heeft weten te beperken. Dit alles heeft tot gevolg dat met een efficiënt proces, bereidwilligheid van de schuldenaar om tijd te investeren en met een enigszins coöperatieve houding van schuldeisers, de rechtbank en de experts het in de praktijk toch mogelijk is een onderhands akkoord toegankelijk te maken voor het MKB.